# Vladimir Shmelev
Vladimir Konstantinovich Shmelev (en russe : Владимир Константинович Шмелёв, Vladimir Konstantinovitch Chmeliov), né le 31 août 1946 à Magadan en RSFS de Russie et mort le 14 juin 2023, est un  spécialiste soviétique du pentathlon moderne qui fut champion olympique par équipe en 1972 .

## Jeux olympiques
- Champion olympique par équipe en 1972

## Liens
- Pentathlon moderne aux Jeux olympiques

- Ressource relative au sport :   - Olympedia